# Compañía Japonesa de Corea Oriental
La Compañía Japonesa de Corea Oriental, también llamada Compañía Oriental de Desarrollo (Shinjitai: 東洋拓殖株式会社, Hangul: 동양 척식 주식회사, Hanja: 東洋拓殖株式會社), establecida por el Imperio de Japón en 1908, fue una empresa japonesa constituida como una política de explotación colonial hacia el Imperio de Corea y otros países de Asia Oriental. La empresa tuvo su primera sede en la ciudad de Seúl, tras lo cual tuvo una sede en Tokio.

## Fundación

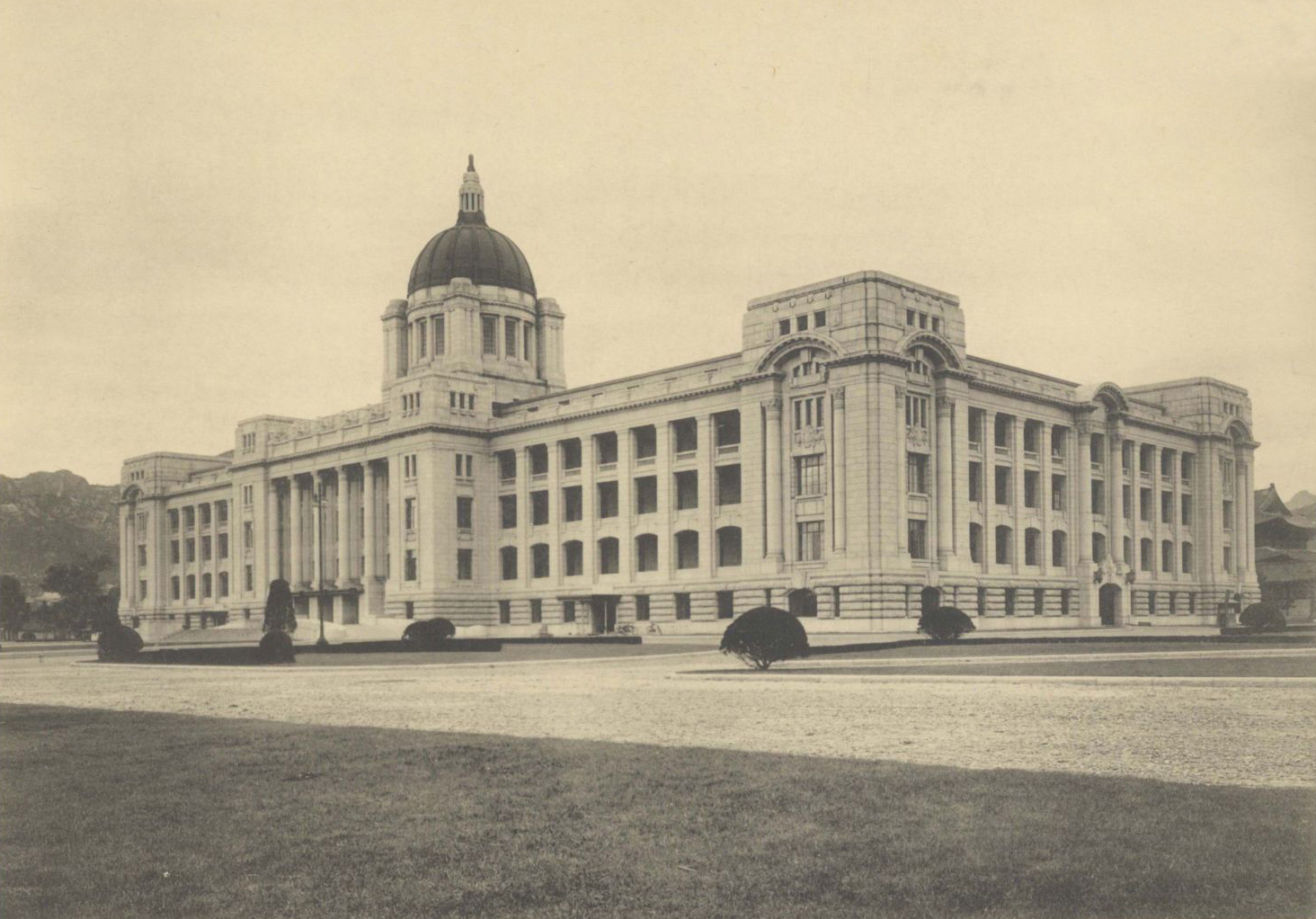
Edificio de la Gobernación General japonesa en Seúl

En 1905, el Imperio de Japón hizo un tratado con el Imperio de Corea llamado el Tratado de Eulsa o Tratado Coreo-Japonés de 1905. Como resultado, el Imperio de Corea se convirtió en un protectorado del Imperio del Japón. Este tratado privó a Corea de su soberanía nacional.
El tratado también permitió que el Imperio de Japón construyese el edificio de la Gobernación General japonesa en Seúl, actualmente conocido como Capitolio de Séul, y designar a un general residente que actuaría de gobernador.
El tratado de 1905 llevó a la firme posterior del Tratado entre Japón y Corea de 1907. En marzo de 1908, la Dieta Nacional de Japón aprobó el proyecto de ley para el establecimiento de la Compañía de Desarrollo Oriental de la que el gobierno de Corea se vio obligado a firmar. Inicialmente nació como una compañía dirigida por ambos países, pero con el traslado de la sede de Seúl a Tokio en 1917 el control de la misma pasó a manos japonesas exclusivamente.
En 1927 Na Seok-ju, un activista del movimiento independentista coreano, bombardeó el edificio en Seúl, lo que resultó en la muerte de algunos de los gerentes. A pesar de este incidente, la empresa comenzó a crear más sucursales en los países en el extranjero, tales como Taiwán, Manchuria, Sajalín y en otros mandatos del Pacífico Sur. En 1938 había nueve ramas con más de 800 empleados.

## Historia

### Migración
Debido a la disminución de las tierras cultivables en Japón, el Imperio de Japón decidió establecer políticas migratorias que ayudasen a la gente a moverse a la península de Corea para dedicarse a sus granjas. Se ha estimado que la sucursal coreana de la empresa aceptó 85.000 japoneses en 1904, y cerca de 500.000 habían emigrado allí para 1908.
Hasta la primavera de 1924 se dieron tierras de la compañía a colonos japoneses de alto estatus, que ascendieron a unos 8 000 personas mientras que los inmigrantes regulares rondaban el cuarto de millón de personas. Entre todos, dominaban una séptima parte de toda la tierra cultivable de Corea.
Para acelerar el proceso, el gobierno imperial japonés permitió adoptar la práctica del "subarrendamiento", por lo que los japoneses que se trasladaban a Corea podían subarrendar las tierras a los nativos, quedándose con la producción. 

### Inversión en la tierra

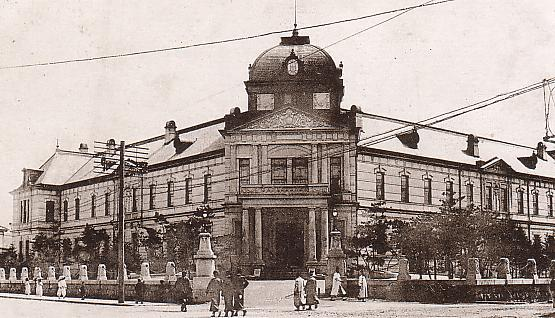
Edificio de la Compañía Japonesa de Corea Oriental en Seúl.

Después de que el Japón imperial hiciese el catastro, a finales de la década de 1920, la compañía había comprado un tercio de las tierras cultivables en la península de Corea. Ellos obligaron a los inquilinos a pagar más del 50% de su producción en las tierras alquiladas, mientras que las posesiones de los inmigrantes japoneses subieron entre el 300% y el 400% por año en la península de Corea.
Las grandes cantidades de tierra en manos de los inmigrantes japoneses suponían unas ganancias relevantes derivadas en los impuestos cobrados por las autoridades japonesas. Los agricultores indígenas perdieron su independencia progresivamente.
La vida en la provincia de Hwanghae (actual Corea del Norte) fue descrito por Dong-A Ilbo:

Debido a la mala cosecha, causados por las inundaciones, la sequía y los ataques de los insectos, los inquilinos pobres y miserables se han visto privados de su obligación de pago de las rentas por un mes, o que las rentas se hayan reducido para el año... Sin importar la edad que tuvieran, la mayoría de los residentes han ido a la oficina local de la Compañía Oriental ha pedir la cancelación del pago de impuestos. Los agentes locales de la compañía amenazaron, sin embargo, con que los agricultores perderán sus derechos sobre los inquilinos en caso de que no pagasen las rentas.
Dong-A, Ilbo: La inhumanidad de la Compañía Oriental de Desarrollo.

### Otras inversiones

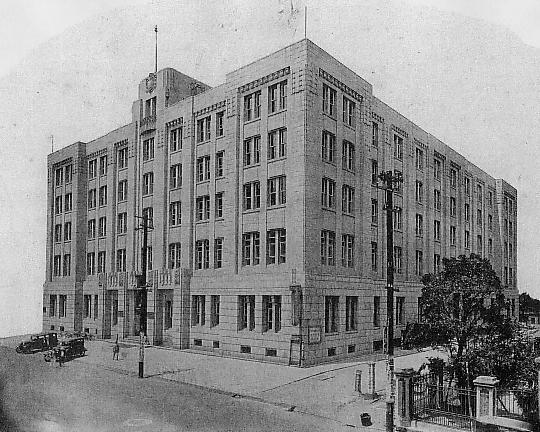
Edificio de la Compañía Japonesa de Corea Oriental en Tokio.

Después del incidente de Mukden en 1931, el Japón imperial comenzó a transformar la península de Corea en una base de suministro. Pronto, la compañía invirtió en la electricidad y el ferrocarril para explotar minas.

## Consecuencias
Después de que Corea fuera liberada por los aliados, el Gobierno Militar en Corea impuesto por el Ejército de Estados Unidos confiscó todos los bienes de la empresa. Al poco tiempo, esto se convirtió en Shinhan Gongsa, que opera en seis principales ciudades de Corea del Sur.
Después del establecimiento de la Primera República de Corea, las tierras que pertenecieron a la Compañía Japonesa de Corea Oriental se distribuyeron a los agricultores en la Reforma Agraria de 1949.
La Compañía Japonesa de Corea Oriental todavía existe en Busan y Mokpo. Dos edificios se han convertido en museos para documentar incidentes ocurridos en Corea durante el dominio japonés. El edificio en Seúl está ahora ocupado por el Banco de Cambio de Corea.